# 13069 Umbertoeco
A 13069 Umbertoeco (ideiglenes jelöléssel 1991 RX1) a Naprendszer kisbolygóövében található aszteroida. Eric Walter Elst fedezte fel 1991. szeptember 6-án.